# Nastassja Burnett
Nastassja Burnett (* 20. Februar 1992 in Rom) ist eine italienische Tennisspielerin.

## Karriere
Burnett, die laut ITF-Profil am liebsten auf Hartplätzen spielt, begann im Alter von sechs Jahren mit dem Tennissport. Auf dem ITF Women’s Circuit gewann sie bislang sieben Einzeltitel.
Im Februar 2014 unterlag sie beim WTA-Turnier von Rio de Janeiro der Japanerin Kurumi Nara erst im Halbfinale und kletterte damit in der Weltrangliste auf Platz 121. Von Juli 2014 bis März 2015 konnte sie kein einziges Match absolvieren und fiel somit aus den Top 700 der Weltrangliste.
Im Jahr 2014 spielte Burnett erstmals für die italienische Fed-Cup-Mannschaft und verlor ihr bislang einziges Spiel.

## Turniersiege

### Einzel
| Nr. | Datum           | Turnier   | Kategorie   | Belag     | Finalgegnerin         | Ergebnis      |
| --- | --------------- | --------- | ----------- | --------- | --------------------- | ------------- |
| 1.  | 20. März 2011   | Amiens    | ITF $10.000 | Sand      | Paula Kania           | 2:6, 6:1, 6:4 |
| 2.  | 31. Juli 2011   | Olmütz    | ITF $50.000 | Sand      | Eva Birnerová         | 6:1, 6:3      |
| 3.  | 6. August 2011  | Monteroni | ITF $25.000 | Sand      | Anna-Giulia Remondina | 6:3, 7:67     |
| 4.  | 2. Oktober 2011 | Madrid    | ITF $25.000 | Sand      | Paula Ormaechea       | 6:2, 6:3      |
| 5.  | 19. April 2015  | Pula      | ITF $10.000 | Sand      | Alice Balducci        | 6:2, 6:2      |
| 6.  | 24. April 2016  | Iraklio   | ITF $10.000 | Hartplatz | Diāna Marcinkēviča    | 6:4, 7:64     |
| 7.  | 28. Juli 2018   | Schio     | ITF $15.000 | Sand      | Bianca Turati         | 6:1, 7:5      |

## Abschneiden bei Grand-Slam-Turnieren

### Einzel
| Turnier | 2012 | Karriere |
| ------- | ---- | -------- |
| US Open | 1    | 1        |